# 水美土堡群
水美土堡群，位于中国福建省三明市沙县区凤岗街道水美村，由双吉、双兴、双元三座堡组成。双吉堡又称敬德堂，坐北朝南，占地面积1090平方米；双兴堡又称致美堂，坐南朝北，占地面积约3150平方米；双元堡又称慎修堂，坐西朝东，占地面积约6000平方米。三座土堡布局均衡严谨，梁窗雕刻精美，保存完整。2009年11月16日公布为第七批福建省文物保护单位。2019年10月7日公布为第八批全国重点文物保护单位。